# 山本裕次郎
山本 裕次郎（やまもと ゆうじろう、1978年6月17日 - ）は、日本の総合格闘家、プロレスラー。岡山県岡山市出身。総合格闘家としてはリバーサルジム新宿Me,We所属。

## 経歴
プロレスラーを目指し上京。アニマル浜口ジムでトレーニングするが、167センチと低い身長のため、入門テストすら受けられない日々が続く。プロレスラーの夢を諦めた時、プロレスラーの肩書で総合格闘技のリングで活躍する桜庭和志の姿を見て、総合格闘技の道へ。

### 総合格闘技
2007年10月7日、東京・ディファ有明で行われた「ZST.14」ジェネシスバウトでの松田真吾戦で総合格闘家としてプロデビュー。当時の所属はチーム太田章。その後、チーム太田章の先輩、タカ・クノウの紹介で格闘探偵団バトラーツの代表兼プロレスラー・石川雄規と知り合った。ZSTで活動したのち、バトラーツの道場にも並行して通い、カール・ゴッチ式の関節技を学ぶ。

### 格闘探偵団バトラーツ
2008年6月1日、東京・北千住シアター1010ミニシアターでの矢野啓太戦でプロレスデビュー（バトラーツルール）。8分57秒、チェーンレスリングに翻弄されたのち、足取りゆりかもめに沈み悔し涙を流した。この時30歳。石川雄規からは「お前は遅れてきたUになれ」と声をかけられ、以後バトラーツの準レギュラー選手となる。
総合のリングに帰ると、悔しさをぶつけるがごとくライト級で一本勝ちを量産。のちの「ZST.40」では本戦デビューを果たした。
2009年4月12日、東京・シアター1010ミニシアター大会における石川雄規＆臼田勝美組戦（パートナーはスーパータイガー）でメインイベント初登場。以降、2011年11月5日、新宿フェイスでのバトラーツ解散興行まで総合格闘技とプロレスを並行して出場する。
バトラーツ解散興行では田中稔＆日高郁人組と対戦した（パートナーは臼田勝美）。解散とともにプロレス活動を休止。「目標と行き先を無くしてしまった」ことが理由だという。
以降、リバーサルジム新宿 Me,We所属となり、総合格闘技へ専念へ。

### プロレス回帰
2014年10月、プロレスリングHEAT-UPでの田村和宏と田中稔のシングルマッチを見て、「心に火が点き」、HEAT-UPに入門。あえて練習生からの再デビューという形を取った。2015年1月12日に石川修司戦で再デビュー。場所はくしくも自身のプロレスデビューの地、北千住1010シアターであった。
3月18日、HEAT-UPを退団。また3月28日付けを持ってシアタープロレス花鳥風月所属となったことが、運営するG-TALENTより発表された。
5月24日、半年ぶりに総合格闘技ZSTに参戦。減量を乗り越え顔を腫らすが、3日後のプロレス大会に出場しセミファイナル（宮本裕向＆塚本拓海組。パートナーは梅沢菊次郎）で勝利。今後も両立を図っていく。
11月3日、東京・北千住大会にて、矢郷良明が保持(第6代)するVKF王座へ挑戦し敗北するも、4日後となる7日・ハードヒットでは9月26日、ザ・ブルーシャーク興行で沈んでいた原学にリベンジ勝利した。
2016年1月3日に行われたFREEDOMS・新春！お年玉争奪ワンデー6人タッグトーナメントに勝村周一朗、竹田誠志とのチーム・リバーサルで出場。
7月18日、月闘のメインイベントでHEAT UP時代の後輩・兼平大介と対戦し、引き分けた。
2017年7月16日、ハードヒット新木場大会でU-FILE・小林裕と対戦し、ヒールホールドで敗北
10月1日よりフリーとなる。
2019年10月22日にBATTLE ART PRO-WRESTRING
山本裕次郎自主興行を開催

## 戦績

### 総合格闘技
| 総合格闘技 戦績 | 総合格闘技 戦績 | 総合格闘技 戦績 | 総合格闘技 戦績 | 総合格闘技 戦績 | 総合格闘技 戦績 | 総合格闘技 戦績 |
| --------------- | --------------- | --------------- | --------------- | --------------- | --------------- | --------------- |
| 23 試合         | (T)KO           | 一本            | 判定            | その他          | 引き分け        | 無効試合        |
| 9 勝            | 1               | 8               | 0               | 0               | 5               | 0               |
| 9 敗            | 1               | 5               | 1               | 2               | 5               | 0               |

| 勝敗 | 対戦相手           | 試合結果                 | 大会名                         | 開催年月日     |
| ×    | 上田厚志           | 5分2R終了 判定0-3        | ZST.46                         | 2015年5月24日  |
| ×    | 有村脩也           | 5分2R終了 判定0-3        | ZST.43〜旗揚げ12周年記念大会〜 | 2014年11月23日 |
| ×    | 太田裕之           | 2R 4:32 腕ひしぎ十字固め | ZST.41                         | 2014年5月25日  |
| ○    | 伊澤寿人           | 1R 1:19 アームロック     | ZST.40                         | 2014年4月12日  |
| ○    | 浅野誉也           | 2R 0:34 膝十字固め       | ZST.38                         | 2013年11月23日 |
| ×    | 河西和希           | 5分2R終了 判定0-3        | ZST.37 決勝戦                  | 2013年9月23日  |
| ○    | 加賀谷大           | 1R 1:05 アンクルホールド | ZST.36 一回戦                  | 2013年07月14日 |
| ×    | 斎藤彰文           | 1R 0:24 総合一本         | 掣圏                           | 2011年12月6日  |
| ×    | モリス・シェルトン | 2R 3:43 KO               | SWAT!                          | 2011年6月12日  |
| ×    | 高橋良明           | 1R 0:53 腕ひしぎ十字固め | 掣圏                           | 2011年5月24日  |
| ○    | 上田厚志           | 2R 1:38 KO               | SWAT!                          | 2011年2月6日   |
| ○    | 増田浩一           | 1R 5:00 アンクルホールド | SWAT!-VTX2                     | 2010年9月5日   |
| ○    | 佐久間亮           | 1R 2:24 腕ひしぎ十字固め | Swat! in Face 5                | 2010年7月3日   |
| △    | 平信一             | 5分2R終了 時間切れ       | ZST.24                         | 2010年4月18日  |
| △    | 高橋重智           | 5分2R終了 時間切れ       | SWAT!-VTX1                     | 2010年2月7日   |
| ○    | 安井隆             | 2R 2:08 腕ひしぎ十字固め | SWAT! in FACE vol.3            | 2009年9月21日  |
| ○    | 佐々木誠           | 1R 4:22 ヒザ十字固め     | SWAT!25                        | 2009年6月7日   |
| ×    | 荒牧拓             | 1R 5:35 キムラロック     | SWAT!-SBRX1                    | 2009年5月3日   |
| △    | 赤広洋介           | 2R終了 時間切れ          | SWAT!20                        | 2008年6月25日  |
| ○    | 稲田豊             | 1R 2:05 アンクルホールド | SWAT!20                        | 2008年9月7日   |
| ×    | 上田厚志           | 2R 2:51 三角絞め         | SWAT!17                        | 2008年5月4日   |
| ×    | 岡澤弘太           | 1R 1:19 腕ひしぎ十字固め | ZST.15 1回戦                   | 2007年11月23日 |
| △    | 二ツ森敬浩         | 5分2R終了 時間切れ       | SWAT!14                        | 2007年10月28日 |
| △    | 松田真吾           | 5分2R終了 時間切れ       | ZST.14                         | 2007年10月07日 |

## 得意技
クルックヘッドシザース